# Большой Щугор
Большой Щугор — река в России, протекает в Красновишерском районе Пермского края. Устье реки находится в 149 км по левому берегу реки Вишера. Длина реки составляет 45 км.
Исток реки на Полюдовом Кряже в 24 км к юго-востоку от посёлка Волынка. Течёт преимущественно на северо-запад, течение проходит среди холмов, покрытых елово-пихтовой тайгой, течение быстрое — 0,5-0,9 м/с. В среднем течении река протекает посёлка Волынка. Притоки — Жалинка, Ефимовка, Волынка, Россыпная (левые); Малая Талица, Большая Талица, Мощиха, Орловка, Рутшер (правые). Впадает в Вишеру у деревни Большой Щугор. В среднем и нижнем течении на реке цепочка плотин, образующих запруды.

## Данные водного реестра
По данным государственного водного реестра России относится к Камскому бассейновому округу, водохозяйственный участок реки — Кама от водомерного поста у села Бондюг до города Березники, речной подбассейн реки — бассейны притоков Камы до впадения Белой. Речной бассейн реки — Кама.
По данным геоинформационной системы водохозяйственного районирования территории РФ, подготовленной Федеральным агентством водных ресурсов:
- Код водного объекта в государственном водном реестре — 10010100212111100004792
- Код по гидрологической изученности (ГИ) — 111100479
- Код бассейна — 10.01.01.002
- Номер тома по ГИ — 11
- Выпуск по ГИ — 1